# گرگو کیش
گرگو کیش (به انگلیسی: Gergő Kis) (زادهٔ ۱۹ ژانویهٔ ۱۹۸۸) شناگر اهل مجارستان است.